# Composition chorégraphique

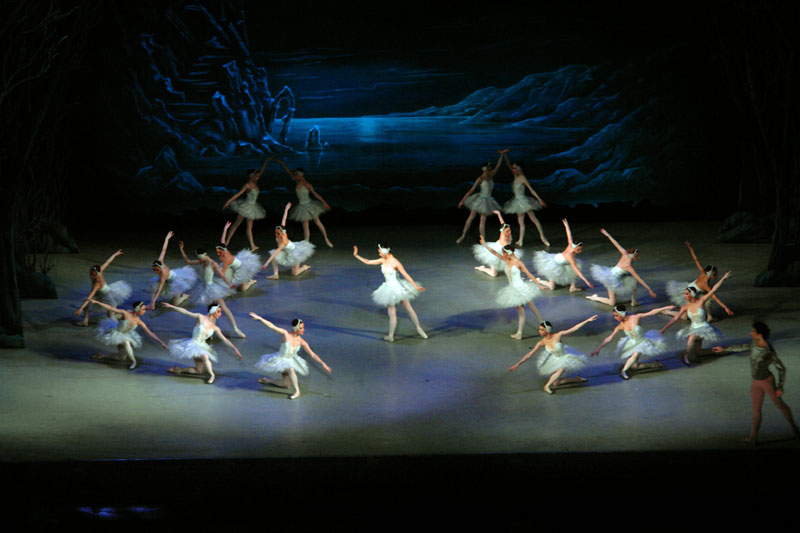
Nino Ananiashvili in Swan Lake ballet.

La composition chorégraphique est l'art de composer une chorégraphie. Elle se fait généralement avec des échanges entre le chorégraphe et les danseurs.
Dans ce domaine, on parle d'une phrase dansée comme dans l'écriture, d'une phrase écrite. En danse on peut dire que le geste est comme le mot dans la phrase.